# Финал Кубка России по футболу 2000
Финал Кубка России по футболу 1999/2000 состоялся 21 мая 2000 года на стадионе «Динамо» в Москве. Основное время матча закончилось со счётом 1:1. В дополнительное время московский «Локомотив» забил дважды, ЦСКА смог отыграть лишь один мяч. «Локомотив» стал трёхкратным победителем Кубка России (Кубок СССР команда выигрывала дважды).
Матч транслировался по ОРТ.

## Путь к финалу
| Локомотив (Москва) | Локомотив (Москва) | Локомотив (Москва) | Этап        | ЦСКА             | ЦСКА     | ЦСКА              |
| ------------------ | ------------------ | ------------------ | ----------- | ---------------- | -------- | ----------------- |
| Соперник           | Место              | Счёт               |             | Соперник         | Место    | Счёт              |
| Локомотив (СПб)    | В гостях           | 5:1                | 1/16 финала | Томь             | В гостях | 5:0               |
| Балтика            | Дома               | 2:1                | 1/8 финала  | Спартак-Чукотка  | Дома     | 3:0               |
| Металлург (Липецк) | В гостях           | 2:1                | 1/4 финала  | Анжи             | В гостях | 1:1 (по пен. 5:3) |
| Уралан             | В гостях           | 1:1 (доп. вр. 3:0) | 1/2 финала  | Спартак (Москва) | Дома     | 3:1               |

### «Локомотив»
Свой путь к финалу кубка железнодорожники, как клуб Высшего дивизиона, начинали с гостевого поединка в рамках 1/16 финала. Их соперниками стали одноклубники из Санкт-Петербурга, в то время выступавшие в Первом дивизионе. Москвичи не оставили шансов своим противникам, выигрывая 3:0 к перерыву (финальный счёт 5:1). Дублем отметился Игорь Чугайнов. В 1/8 финала «Локомотив» принимал у себя также представителя второго эшелона российского футбола, калининградскую «Балтику», которой удалось выйти вперёд в матче уже на 11-й минуте (отличился Андрей Федьков). Последовавший же дубль Альберта Саркисяна оформил волевую победу железнодорожников и их выход в четвертьфинал.
На этой стадии «Локомотив» отправился в гости к липецкому «Металлургу», очередному представителю Первого дивизиона на своём пути к финалу. Железнодорожники вновь пропустили быстрый гол (на 3-й минуте), а отыграться и выйти вперёд смогли лишь после перерыва. Отличились Лоськов и Терёхин. В полуфинале «Локомотив» сразился с элистинским «Ураланом» на его одноимённом стадионе. Основное время матча закончилось вничью (1:1), а в дополнительные полчаса умудрился отметиться хет-триком в ворота хозяев полузащитник железнодорожников Дмитрий Лоськов.

### ЦСКА
ЦСКА в рамках 1/16 финала не оставил шансов (5:0) томской «Томи» на её поле. Хет-трик в этом матче сделал нападающий армейцев Владимир Кулик. В 1/8 финала ЦСКА принимал у себя столичный клуб «Спартак-Чукотка», победителя зоны Центр во Втором Дивизионе. ЦСКА вышел вперёд лишь в начале второго тайма, а закрепить свой успех сумел лишь в концовке, благодаря дублю Сергея Филиппенкова.
В четвертьфинале ЦСКА отправился в гости к махачкалинскому «Анжи», в то время дебютирующему в Высшем дивизионе. Команды обменялись забитыми мячами во второй половине первого тайма, которые остались единственными в основное и дополнительное время матча. В серии пенальти защитник «Анжи» Андрей Гордеев не смог забить Юрию Окрошидзе, что вывело ЦСКА в следующую стадию. В полуфинале ЦСКА сразился с принципиальнейшим своим противником и действовавшим чемпионом России, московским «Спартаком», на стадионе «Динамо». Армейцы, до того времени 52 года не выигрывавшие у «Спартака» в кубках СССР и России, показали более качественную игру и выиграли 3:1 (дважды забил Кулик, ещё один раз отличился капитан армейцев Евгений Варламов.

## Ход финального матча
«Локомотив» и ЦСКА впервые встречались в рамках финала в истории кубков СССР и России.
Встреча, проходившая на столичном стадионе «Динамо», не изобиловала голевыми моментами, но была отмечена техническим браком и жёсткими единоборствами. Уже на 12-й минуте за фол «последней надежды» был удалён защитник армейцев Максим Боков. Однако удаление не пошло на пользу игре железнодорожников, а на 32-й минуте Сергей Семак и вовсе вывел ЦСКА вперёд (1:0). Спустя 9 минут равновесие в матче восстановил Вадим Евсеев. Оставшееся время первого и весь второй тайм не принесли больше забитых мячей. Составы команд стали равными на 66-й минуте, когда за вторую жёлтую карточку был удалён полузащитник «Локомотива» Дмитрий Лоськов.
На 6-й минуте дополнительного времени железнодорожники повели в счёте, благодаря стремительному рывку со своей половины поля Дмитрия Булыкина, отправившего мяч под перекладину. На 113-й минуте Илья Цымбаларь развил успех «Локомотива», забив третий мяч в ворота ЦСКА. ЦСКА, оставшееся вдевятером из-за травмы Артёма Енина смог лишь отквитать один мяч в самой концовке противостояния (отличился Олег Корнаухов).

## Отчёт о матче
| Локомотив (Москва)                        | 1:1 (доп. вр. 2:1) | ЦСКА                         |
| ----------------------------------------- | ------------------ | ---------------------------- |
| Евсеев 41′ · Булыкин 96′ · Цымбаларь 113′ | Отчёт              | Семак 32′ · Корнаухов 120+1′ |

| ЛОКОМОТИВ:      |  |                      |     |     |
|                 |  |                      |     |     |
| Вр              |  | Руслан Нигматуллин   |     |     |
| Зщ              |  | Игорь Черевченко     | 37' |     |
| Зщ              |  | Геннадий Нижегородов |     |     |
| Зщ              |  | Вадим Евсеев         |     |     |
| Зщ              |  | Андрей Соломатин     |     | 46' |
| Зщ              |  | Игорь Чугайнов       |     |     |
| ПЗ              |  | Дмитрий Сенников     |     | 41' |
| ПЗ              |  | Илья Цымбаларь       |     |     |
| ПЗ              |  | Дмитрий Лоськов      | 66' |     |
| Нап             |  | Дмитрий Булыкин      |     | 97' |
| Нап             |  | Олег Терёхин         |     |     |
| Замены:         |  |                      |     |     |
| ПЗ              |  | Евгений Харлачёв     |     | 41' |
| ПЗ              |  | Юрий Дроздов         |     | 46' |
| Зщ              |  | Олег Пашинин         |     | 97' |
| Запасные:       |  |                      |     |     |
| Вр              |  | Заур Хапов           |     |     |
| Пз              |  | Сергей Неретин       |     |     |
| Зщ              |  | Семён Семененко      |     |     |
| Нап             |  | Олег Гарас           |     |     |
| Главный тренер: |  |                      |     |     |
| Юрий Сёмин      |  |                      |     |     |

| ЦСКА:           |  |                    |     |     |
|                 |  |                    |     |     |
| Вр              |  | Юрий Окрошидзе     |     |     |
| Зщ              |  | Евгений Минько     |     |     |
| Зщ              |  | Евгений Варламов   |     |     |
| Зщ              |  | Максим Боков       | 12' |     |
| ПЗ              |  | Сергей Семак       |     |     |
| Зщ              |  | Олег Корнаухов     |     |     |
| Зщ              |  | Денис Евсиков      |     | 62' |
| ПЗ              |  | Олег Шишкин        |     |     |
| ПЗ              |  | Вадим Скрипченко   | 39' | 46' |
| ПЗ              |  | Сергей Филиппенков |     | 86' |
| Нап             |  | Владимир Кулик     |     |     |
| Замены:         |  |                    |     |     |
| ПЗ              |  | Дмитрий Хомуха     |     | 46' |
| ПЗ              |  | Вячеслав Геращенко |     | 62' |
| ПЗ              |  | Артём Енин         |     | 86' |
| Запасные:       |  |                    |     |     |
| Вр              |  | Игорь Кутепов      |     |     |
| Зщ              |  | Альберт Осколков   |     |     |
| Нап             |  | Алексей Бычков     |     |     |
| Нап             |  | Иван Даньшин       |     |     |
| Главный тренер: |  |                    |     |     |
| Олег Долматов   |  |                    |     |     |